# GP Denain 1988
De 30e editie van de wielerwedstrijd GP Denain werd gehouden op 31 maart 1988. De start en finish vonden plaats in Denain in het Franse Noorderdepartement. De winnaar was de Fransman Pascal Poisson, gevolgd door Michel Vermote en Thierry Marie.

## Uitslag
| GP Denain 1988 |                   |                                  |      |
| Plaats         | Naam              | Ploeg                            | tijd |
| Winnaar        | Pascal Poisson    | Toshiba-Look-Nièvre              |      |
| 2              | Michel Vermote    | RMO-Mavic-Liberia                |      |
| 3              | Thierry Marie     | Système U-Gitane                 |      |
| 4              | Dirk Demol        | AD Renting-Anti-M-IOC-Merckx     |      |
| 5              | Patrick Hendrickx | Hitachi-Bosal-Bce Snooker-Merckx |      |
| 6              | Jan Wijnants      | Hitachi-Bosal-Bce Snooker-Merckx |      |
| 7              | Rolf Jaermann     | Cyndarella-Isotonic              |      |
| 8              | Johan Lammerts    | Toshiba-Look-Nièvre              |      |
| 9              | Olaf Lurvik       | Z-Peugeot                        |      |
| 10             | Steve Bauer       | Weinmann-La Suisse-Smm           |      |

1959 · 1960 · 1961 · 1962 · 1963 · 1964 · 1965 · 1966 · 1967 · 1968 · 1969 · 1970 · 1971 · 1972 · 1973 · 1974 · 1975 · 1976 · 1977 · 1978 · 1979 · 1980 · 1981 · 1982 · 1983 · 1984 · 1985 · 1986 · 1987 · 1988 · 1989 · 1990 · 1991 · 1992 · 1993 · 1994 · 1995 · 1996 · 1997 · 1998 · 1999 · 2000 · 2001 · 2002 · 2003 · 2004 · 2005 · 2006 · 2007 · 2008 · 2009 · 2010 · 2011 · 2012 · 2013 · 2014 · 2015 · 2016 · 2017 · 2018 · 2019 · 2020 · 2021 · 2022 · 2023 · 2024 · 2025